# Francisco S. Mancilla
Francisco S. Mancilla Arguelles (Talpa de Allende, Jalisco, siglo XIX-siglo XX) fue un militar mexicano que participó en la Revolución mexicana.  

## Biografía
Nació en Talpa de Allende, Jalisco. En 1914 inició su carrera de revolucionario, uniéndose en Jalisco al General Eugenio Aviña, quién bajo el Plan de Ayala combatía al régimen huertista; luego se incorporó al Cuerpo del Ejército del Noroeste del General Álvaro Obregón. Fue delegado del Gral. Eugenio Aviña a la Convención de Aguascalientes, de la que llegó a ser secretario en 1915.  
Fue director general del Catastro en Guanajuato, en 1916 y 1917, y de Veracruz de 1929 a 1931; Senador al Congreso de la Unión en las XXVII y XXVIII Legislaturas; secretario en 1921 y presidente en 1922 de la Honorable Junta de Beneficencia Privada del Distrito Federal así como Jefe del Departamento Administrativo de la Secretaría de Gobernación de 1923 a 1928.